# Bonmatí
Bonmatí es una localidad española del municipio de Sant Julià del Llor i Bonmatí, perteneciente a la provincia de Gerona, en la comunidad autónoma de Cataluña.

## Historia
Bonmatí y Sant Julià del Llor, también hasta entonces parte del municipio de Amer, se segregaron en 1983 para conformar juntos el nuevo municipio de Sant Julià del Llor i Bonmatí. En 2023, la entidad singular de población de Bonmatí tenía empadronados 1236 habitantes, de los que 1204 lo estaban en el núcleo de población del mismo nombre y 32 diseminados.